# 薩納峰

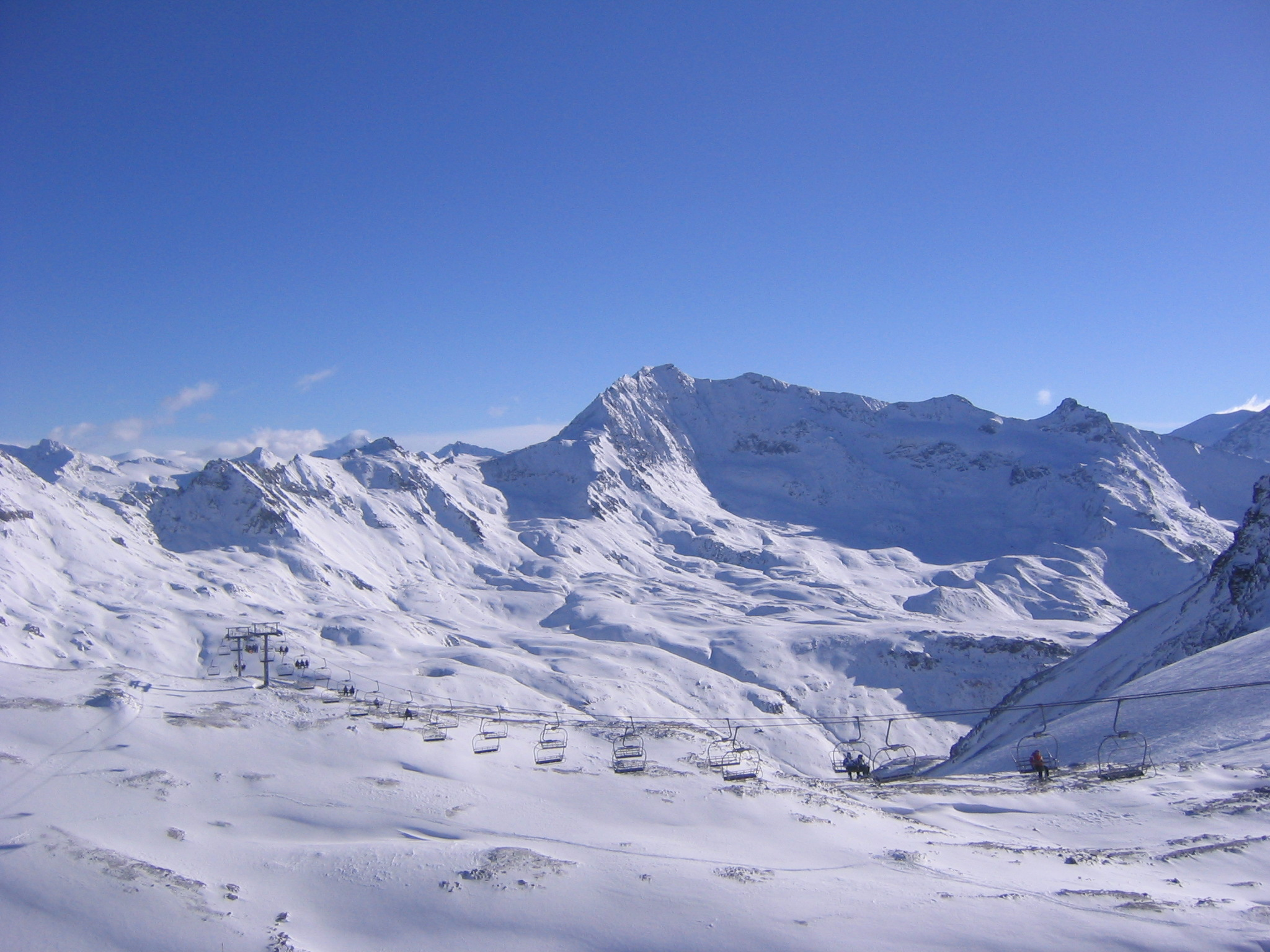

45°23′07″N 06°55′03″E / 45.38528°N 6.91750°E
薩納峰（法語：Pointe de la Sana），是法國的山峰，位於該國東北部奧文尼-隆-阿爾卑斯大區，由薩瓦省負責管轄，屬於瓦努瓦斯山的一部分，海拔高度3,436米，每年平均降雨量1,479毫米。